# Z80
Z80 CPU'en er produceret af firmaet Zilog.
Z80 er en 8 bit processor med en 16 bit adressebus, der giver adgang til et 64kb hukommelsesområde. Den findes i 2 udgaver: Z80 som arbejder ved 2,5 MHz og Z80A, som arbejder ved 4 MHz. Z80 CPU'en blev benyttet i bl.a. ZX80, ZX81, ZX Spectrum, Amstrad, MSX samt TRS-80 og var så populær en overgang, at Commodore valgte at medtage en Z80 som sekundær processor i deres Commodore 128.
Hvis en Z80 processors bundkort har mere end 64kb hukommelse, adresseres en større del af hukommelsen via bank switching (paging), hvilket betyder, at f.eks. 16kb eller 32kb Z80-adresserbar hukommelsesblokke udskiftes via skrivning til et bank switching-register.
Z80 har et superset af instruktionssættet fra Intel 8080; d.v.s. et program skrevet til 8080, kan også afvikles på Z80, mens det modsatte ikke behøver være tilfældet, da Z80 kender flere instruktioner.
Z80 blev sammen med 8080 benyttet til maskiner, der kørte operativsystemet CP/M.